# 脂肪肉腫
脂肪肉腫（しぼうにくしゅ 英：liposarcoma）は悪性軟部腫瘍（軟部肉腫）の一種で、脂肪細胞に似た腫瘍細胞が増殖するものである。世界保健機関（WHO）の組織型分類で5種類の組織亜型に分けられており、型によってその予後は大きく異なる。悪性腫瘍の中では軟部腫瘍自体数が少なく珍しいが、軟部腫瘍の中では脂肪肉腫は20%ほどを占めており、悪性線維性組織球腫（MFH）についで多い。組織的には脂肪芽細胞の存在が特徴となっている。よく似た名前の「脂肪腫」は良性の腫瘍であり、脂肪肉腫とは別のものである。

## 分類
脂肪肉腫は2002年のWHOの分類で異型脂肪腫様腫瘍/高分化型脂肪肉腫（atypical lipomatous tumor/ well differentiated liposarcoma）、脱分化型脂肪肉腫（dedifferentiated liposarcoma）、粘液型脂肪肉腫（myxoid liposarcoma）、多形型脂肪肉腫（pleomorphic liposarcoma）、混合型脂肪肉腫（mixed-type liposarcoma）の5つに分かれている。以下それぞれについて詳しく述べる。

### 異型脂肪腫様腫瘍/高分化型脂肪肉腫
異型脂肪腫様腫瘍/高分化型脂肪肉腫（atypical lipomatous tumor/ well differentiated liposarcoma）は脂肪肉腫の中では最もよく見られる低悪性度の腫瘍である。
異型脂肪腫や高分化型脂肪肉腫などと呼ばれていたものが1つにまとめられてこのように呼ばれることになった（長いので以下は「高分化型脂肪肉腫」と略す）。50歳代に発症のピークがあり、大腿の深部を始めとする四肢に多く発生する。肉眼的には黄色から白色の分葉化した腫瘍で、良性腫瘍である脂肪腫と肉眼的にも組織学的にも鑑別が難しい場合があるが、高分化型脂肪肉腫では染色体の12q14-15の増幅が特徴的であるため、この染色体領域にあるMDM2やCDK4の発現を調べることで脂肪腫と高分化型脂肪肉腫をおおむね区別することができる。高分化型脂肪肉腫のうち約10%ほどは悪性化して脱分化型になるといわれるが、手術により完全に取り切ることができれば再発もなく予後良好である。

### 脱分化型脂肪肉腫

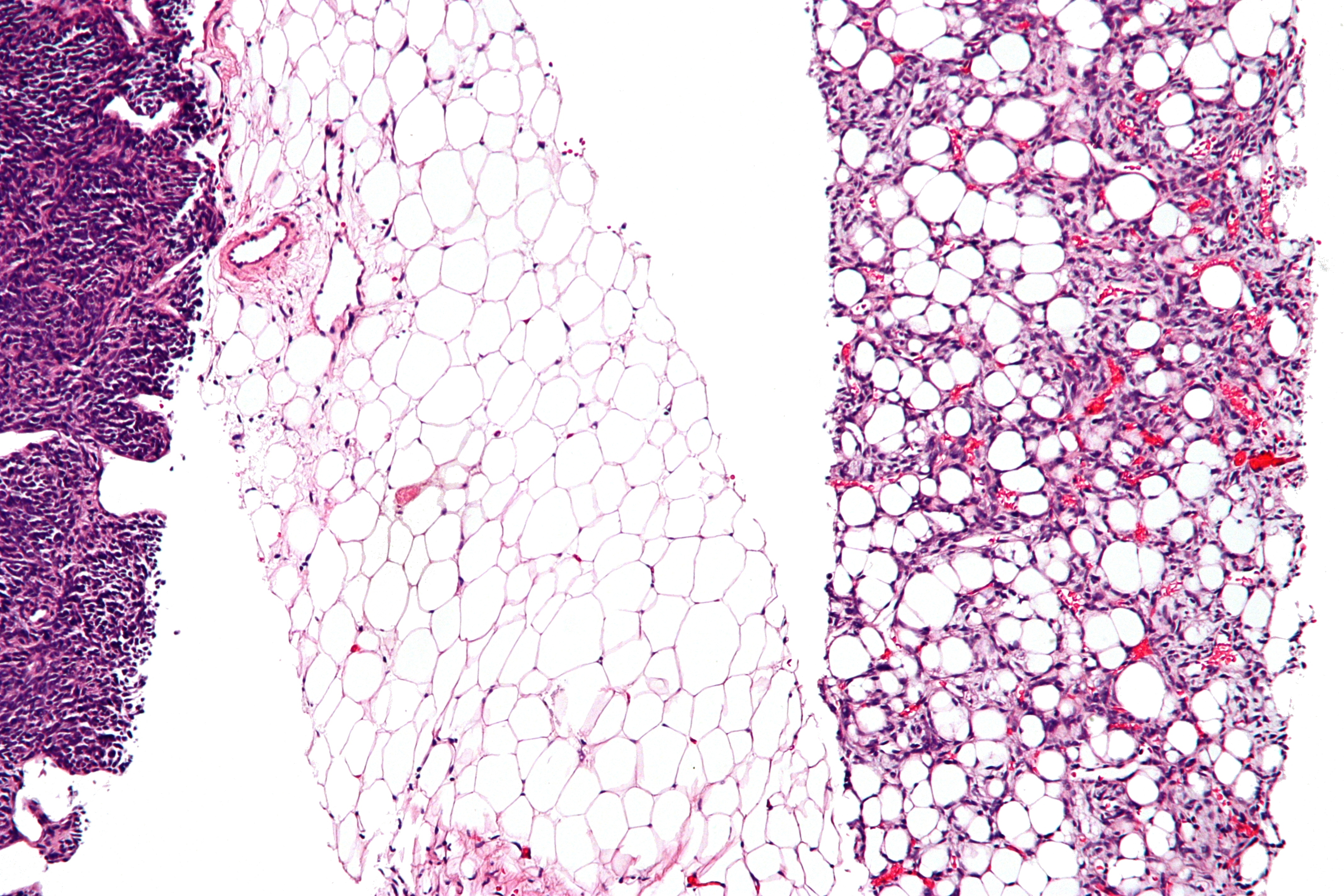
脱分化型脂肪肉腫の組織像。中央に高分化型の組織を認めるが、その左右両側に脱分化した部分を認める。

高分化型脂肪肉腫と脱分化し脂肪性でない部分が混在した肉腫であり、脱分化型のうち約10%が高分化型が再発し生じたものである。脱分化した部分の組織は、線維肉腫やいわゆる悪性線維性組織球腫（MFH）に似た様相を呈する。脱分化型脂肪肉腫では高分化型脂肪肉腫で見られる12q14-15の増幅に加えて1q32や6q23の増幅が見られることが多い。高分化型に比べると、再発・転移を起こしやすく予後は悪い。

### 粘液型脂肪肉腫

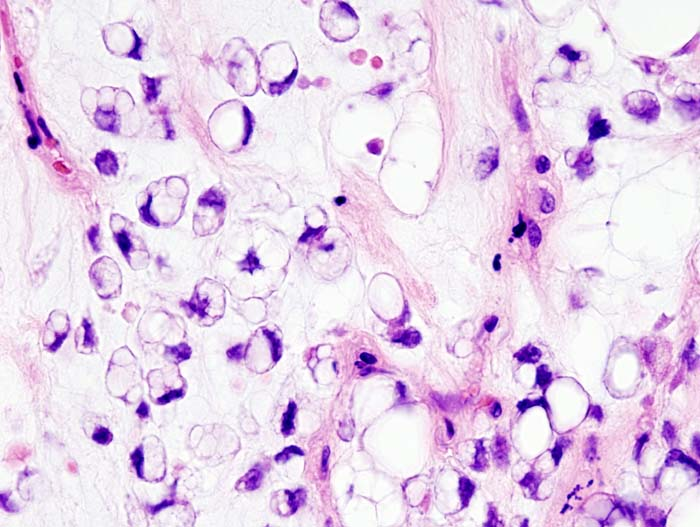
粘液型脂肪肉腫の組織像。粘液性の基質の中にリング状の細胞を認める。

粘液型脂肪肉腫（myxoid liposarcoma）は高分化型に次いで多く見られる脂肪肉腫で、粘液性の基質を背景として、腫瘍細胞であるリング状の脂肪芽細胞と、円形から卵形の核を持った非脂肪性の間葉細胞が増殖したものである。粘液型脂肪肉腫の多くに、t(12;16)(q13;p11)の相互転座を認め、この転座により生じるTLS-CHOPキメラ遺伝子は診断の補助に用いられる。壊死を伴うないし円形の核を持った細胞が多く存在するといったものは悪性度が高く予後は悪い。粘液性脂肪肉腫は他の型の脂肪肉腫に比べると、放射線感受性が高い。

### 多形型脂肪肉腫
脂肪芽細胞とともに多形性の細胞や多核巨細胞が存在する。顕微鏡標本上の組織像は、MFHとほとんど同じである。脂肪肉腫の中では最も悪性度が高い。

### 混合型脂肪肉腫
上に挙げた他の型のうち複数の型が同時に存在する腫瘍で極めて稀である。

## 症状および診断
脂肪肉腫ではすべての型において、大きくなり続ける無痛性の腫瘤を触れるのみで、基本的にその他の自覚症状に乏しい（ただし、高悪性度のもので骨への浸潤を認めるものは疼痛を伴う）。MRIにおいて、高分化型ではT1強調画像で高信号、T2強調画像ではやや高信号で皮下脂肪と同じパターンを示すが、粘液型ではT1強調画像で低信号、T2強調画像で低信号となる。ただし画像のみでは、それぞれ脂肪腫、悪性線維性組織球腫との鑑別が難しいので、根治的切除材料あるいは生検材料からの病理診断にて診断が確定する。

## 治療
脂肪肉腫の治療は基本的に外科的な切除である。浸潤していることも考えられるので周りの組織も一緒に付けて取る広範切除が行われる。粘液型脂肪肉腫は放射線感受性があるので、十分な切除縁が確保できなかった場合は術後に放射線照射を行い再発を予防する場合がある。脂肪肉腫の細胞はペルオキシソーム増殖因子活性化受容体γ（PPARγ）を発現していることがわかっており、PPARγアゴニストによる分化誘導治療に期待が寄せられている。2015年に日本国内で脂肪肉腫を含む軟部腫瘍で、トラベクテジンが承認され特に転座を有している粘液型脂肪肉腫に対する効果が期待されている。